# Teju Babyface
Gbadewonuola Olateju Oyelakin (20 de enero de 1979), más conocido como Teju Babyface, es un actor, comediante y presentador nigeriano.

## Biografía

### Primeros años y carrera
Babyface inició su carrera en el cine interpretando el papel principal en la película de terror Diamond Ring de 1998. Tres años después participó en el seriado de Amaka Igwe Solitaire, donde apareció junto con Richard Mofe-Damijo. Paralelo a su carrera como actor, Babyface frecuente realiza espectáculos de stand up comedy y presenta el programa de variedades The Teju Babyface Show en la televisión nigeriana.

### Plano personal
En septiembre de 2012 se casó con Oluwatobiloba Banjoko, una modelo y reina de belleza. La pareja tiene dos hijos.